# 日輪玉
日輪玉（學名：Lithops aucampiae）是番杏科生石花屬下的一種植物，原産於南非德兰士瓦省。1929年由Juanita Aucamp發現於波斯特馬斯堡。外形和色泽像彩色的卵石，品种很多，色彩丰富。紅褐色的葉片上有黑色的花紋。經常脫皮，植株容易繁殖。會於秋季(9月间)開出黃色的花朵。喜好生活於鐵礦石豐富的地區。

## 外部連結
- Lithops aucampiae at floweringstones.co.za
- 仙人掌諮詢室 羽兼直行 監修⟨⟨多肉植物 仙人掌圖鑑800⟩⟩